# Mudala Agrahara, Chamarajanagar
Mudala Agrahara là một làng thuộc tehsil Chamarajanagar, huyện Chamarajanagar, bang Karnataka, Ấn Độ.